# Sega Paddle Controller
El Sega Paddle Controller se trata de un dispositivo diseñado para la consola Sega Master System (conocida también como Sega Mark III), que tuvo un lanzamiento exclusivo en Japón en 1987.
En lugar de usar una cruceta direccional tradicional, este controlador utilizaba un paddle, una rueda giratoria que permitía moverse a izquierda o derecha con precisión, de forma similar al controlador del Atari 2600 o a los volantes de los primeros juegos de conducción.  
Este controlador tenía un diseño innovador, con dos botones reposicionados: uno central y otro en la parte superior, que funcionaba de manera similar a los gatillos que se pueden encontrar en los mandos modernos.

## Descripción técnica
El Sega Paddle Controller se caracteriza por su rueda giratoria, su componente principal, que permitía un movimiento lateral preciso. Este componente era capaz de medir la posición con una precisión de 8 bits, accediendo a 256 posiciones posibles entre el giro completamente hacia la izquierda (0) y completamente hacia la derecha (255). Esta precisión permitía un control minucioso en juegos que requerían movimientos horizontales delicados.
Además, el controlador incorporaba un cristal de reloj interno que alternaba entre la salida de los grupos de 4 bits, representando la posición de la rueda, garantizando así una respuesta rápida del sistema. Los dos botones estaban conectados de manera paralela, lo que hacía que se registraran como una única entrada en el software, manteniendo así una compatibilidad básica con otros juegos de la consola.

## Gameplay
Este controlador fue diseñado para ofrecer un control más preciso en ciertos géneros de videojuegos, principalmente los de carreras y deportes, donde era muy importante la respuesta rápida y precisa. La mecánica del paddle permitía una experiencia de juego mucho más fluida, ya que los movimientos podían controlarse de manera gradual. 
Los jugadores podían hacer pequeños ajustes en la dirección del vehículo o personaje, otorgando una ventaja en términos de control de precisión, mejorando la sensación de inmersión en el juego.
Algunos títulos compatibles con el paddle adaptaron la dificultad y la jugabilidad para aprovechar este dispositivo, creando mecánicas que no habrían sido posibles con un control tradicional.
Existían juegos que requerían el uso obligatorio del Sega Paddle Controller como Alex Kidd BMX Trial, Galactic Protector o Megumi Rescue mientras que otros como Out Run o Super Racing permitían jugar tanto con el controlador como con el mando estándar.

## Juegos
- Alex Kidd BMX Trial
- Galactic Protector
- Megumi Rescue
- Out Run
- Out Run 3-D
- Super Racing
- Woody Pop